# Una stanza piena di gente
Una stanza piena di gente (The Minds of Billy Milligan) è un libro scritto da Daniel Keyes nel 1981.
È la biografia di William Stanley Milligan (meglio conosciuto come Billy Milligan), un criminale americano che nel 1977 ha rapito, violentato e derubato tre studentesse universitarie. Sottoposto a processo, Milligan è stato assolto per infermità mentale: gli è stato, infatti, riconosciuto il disturbo di personalità multipla (nella sua mente convivevano 24 personalità diverse).
Il libro, che valse all'autore una nomination al premio Edgar Award, è stato scritto con la collaborazione di Billy e delle sue personalità.

## Trama
Settembre 1977. Columbus, Ohio. Tre studentesse della Ohio State University, Carrie Dryer, Donna West e Polly Newton (nomi fittizi) vengono sequestrate tra le sette e le otto di mattina al campus dell'università, costrette ad entrare in auto e, una volta raggiunta l'aperta campagna, violentate e minacciate di morte. Vengono quindi riportate al campus, costrette ad incassare degli assegni e infine derubate. L'autore dei crimini sembra essere lo stesso: il modus operandi è identico e anche gli identikit forniti dalle vittime quasi coincidono (differiscono solo per piccoli particolari, come la barba cresciuta, i baffi tagliati e gli occhiali da sole). Due di esse riconoscono il loro stupratore dalle foto segnaletiche fornite loro dalla polizia: il nome del sospettato è William Stanley Milligan, un ragazzo di ventidue anni già arrestato tre anni prima e ora in libertà condizionale. Le impronte trovate sull'auto dell'ultima vittima vengono identificate come appartenenti a Milligan.
Arrestato e portato alla stazione di polizia per un confronto "all'americana", il giovane viene immediatamente riconosciuto anche dalla terza vittima. L'esito dell'imminente processo sembra essere scontato: interrogato, Billy non nega nemmeno le accuse che gli vengono mosse, semplicemente afferma di non ricordare e si dimostra sinceramente dispiaciuto. In realtà, le cose sono molto più complicate di quanto possa sembrare: ad ogni interrogatorio, Billy sembra essere una persona molto diversa e questo permette ai suoi avvocati di tentare la linea difensiva dell'infermità mentale. Sottoposto a perizia psichiatrica, gli viene diagnosticata una "schizofrenia acuta": «sente delle voci; gli dicono di fare delle cose e quando non obbedisce gridano e lo insultano. Milligan dice di credere che queste voci siano di persone venute dall'inferno per tormentarlo. Parla anche di persone buone che periodicamente si impossessano del suo corpo per combattere quelle cattive».
Durante la detenzione Billy tenta più volte il suicidio e, rassegnatosi, rinuncia alla difesa di qualsiasi avvocato: «per tutta la mia vita non ho fatto altro che far soffrire e fare del male alle persone che amo. E la cosa peggiore è che non posso fermarmi, perché non posso farne a meno. Rinchiudermi in prigione mi renderà ancora peggiore, com'è successo l'ultima volta. [...] Ora dovrò fermarmi. Mi sto rassegnando. Semplicemente non me ne importa più niente». La richiesta non viene accolta e i suoi due avvocati, Judy Stevenson e Gary Schweickart, accertata la diagnosi del disturbo di personalità multipla di cui soffre Milligan, sono decisi ad offrirgli la migliore difesa possibile e ad impedire che venga rinchiuso in un riformatorio duro che, data la sua fragilità mentale, ne metterebbe in pericolo persino la vita. In attesa del processo, Milligan viene trasferito all'ospedale psichiatrico Harding Hospital (Worthington, Ohio) dove, grazie all'aiuto del dottor George Harding, viene messo di fronte a tutte le sue personalità, permettendone così una "fusione", seppure fragile, ma comunque sufficiente a fargli affrontare il processo.
Il verdetto finale è perentorio quanto inconsueto: non colpevole per infermità mentale. A Billy vengono, infatti, riconosciuti i capi d'accusa di violenza sessuale sulle tre vittime, ma viene anche riconosciuto che all'epoca dei fatti non era nel pieno possesso delle sue facoltà mentali e, quindi, non responsabile delle sue azioni. Dopo la sentenza, in accordo con la difesa e l'accusa, Billy viene mandato in un altro ospedale psichiatrico, l'Athens Mental Health Center, in Athens (Ohio), sotto le cure del dottor David Caul. Intanto l'evento mediatico che si scatena sul caso Milligan mette lo stesso Billy sotto una pressione tale da rompere il delicato equilibrio di fusione raggiunto e ne provoca nuovamente la dissociazione delle personalità.
Nonostante la regressione, tutte le personalità di Billy si dimostrano collaborative: «gli stiamo insegnando, e lui ci sta consumando. Quando William avrà imparato tutto quello che dobbiamo insegnargli, noi scompariremo». Ma durante la terapia emergono altre 14 personalità, mai rivelate prima, fra cui quella più importante: il Maestro, la somma di tutte le identità, la loro fusione, il vero Billy Milligan. Il Maestro, unico possessore di tutti i ricordi di ciascuna personalità, racconta la vera storia di Billy Milligan (dalla primissima infanzia, alle sevizie ed abusi subìti, fino agli ultimi eventi), rendendo così possibile la stesura di questo libro.

## Riconoscimenti
(Cosmopolitan)
| Anno | Premio             | Categoria                         |            |
| ---- | ------------------ | --------------------------------- | ---------- |
| 1982 | Edgar Award        | Best fact crime                   | Nomination |
| 1986 | Kurd Laßwitz Preis | Miglior libro di autore straniero | Vinto      |
| 1993 | Seiun Award        | Libro Non-Fiction dell'anno       | Vinto      |

## Sequel
Daniel Keyes ha scritto anche un seguito, intitolato The Milligan Wars: A True-Story Sequel. Il libro è stato pubblicato in Giappone (1994), in Ungheria (1995), in Taiwan (1999), in Indonesia (2006) e in Francia (2008). Negli Stati Uniti non è stata permessa fino ad ora la pubblicazione a causa dell'azione legale intrapresa da Billy Milligan contro lo Stato dell'Ohio per il presunto inadeguato trattamento che ha ricevuto nei manicomi criminali di massima sicurezza. Si parla, però, di una sua pubblicazione a seguito dell'uscita del film The Crowded Room.

## Adattamenti cinematografici
- La storia di Billy Milligan raccontata nel libro avrebbe dovuto essere il soggetto di un film dal titolo The Crowded Room, la cui uscita era prevista per il 2020 e che avrebbe visto la partecipazione di Leonardo DiCaprio nel ruolo di Billy[7]. Già nel 1992 giravano voci su una trasposizione cinematografica della biografia di Milligan, prendendo come punto di partenza proprio la biografia scritta da Daniel Keyes e avvalendosi della consulenza diretta dello stesso Milligan. Il regista avrebbe dovuto essere James Cameron, ma controversie e divergenze di opinioni col produttore (Sandy Arcara) e con Milligan convinsero Cameron ad abbandonare il progetto[8]. Ad aprile 2021 viene rivelato che al posto di un lungometraggio verrà realizzata una serie di dieci puntate con protagonista Tom Holland.[9]

- Liberamente ispirato alla storia di Milligan è il film del 2016 Split, diretto dal regista M. Night Shyamalan, che ha come protagonista James McAvoy nei panni di Kevin Wendell Crumb, un ragazzo con 23 personalità al suo interno. In una intervista il regista ha dichiarato apertamente di essere rimasto affascinato e ispirato dal libro di Daniel Keyes dedicato a Billy Milligan[10].

## Edizioni

### Edizioni in inglese
- (EN) The Minds of Billy Milligan, Random House, 1981, ISBN 0-394-51943-4.

### Edizioni in italiano
- Una stanza piena di gente, traduzione di Natalia Stabilini e Isabella C. Blum, Editrice Nord, 2009, ISBN 978-88-429-1436-5.